# Bartosz Sulinski
Bartosz Sulinski (ur. 28 kwietnia 1997) – szwedzki siatkarz pochodzenia polskiego, grający na pozycji środkowego. Dwukrotny mistsz Szwecji w sezonach 2017/2018 oraz 2020/2021. Od sezonu 2022/2023 występuje w drużynie Örkeljunga VK.

## Sukcesy klubowe
NEVZA:
- 2015

Mistrzostwo Szwecji:
- 2016, 2018[1][2], 2021
- 2015, 2019